# Ланжевен-Жолио, Элен
Эле́н Ланжеве́н-Жолио́ (фр. Hélène Langevin-Joliot, урождённая Жолио́-Кюри́ фр. Hélène Langevin; род. 19 сентября 1927, VI округ Парижа) — французский физик-ядерщик, известная своими исследованиями ядерных реакций во французских лабораториях, внучка Пьера Кюри и Марии Склодовской-Кюри, дочь Ирен Жолио-Кюри и Фредерика Жолио-Кюри; все названные учёные являются нобелевскими лауреатами — по физике (Пьер Кюри и Мария Склодовская-Кюри) и химии (Мария Склодовская-Кюри и супруги Жолио-Кюри). После завершения исследовательской карьеры Элен занялась поощрением женщин и девочек к участию в областях STEM. Её деятельность также направлена на повышение уровня научной грамотности населения.

## Ранняя жизнь и образование
Элен Ланжевен-Жолио родилась в Париже 19 сентября 1927 года. Она увлеклась наукой в молодости, став свидетельницей того, как её родители Жан Фредерик Жолио-Кюри и Ирен Жолио-Кюри получили Нобелевскую премию по химии в 1935 году. В детстве и юности ей легко давалась математика, поэтому родители подтолкнули её к физике, которой она занималась в образовательном и профессиональном плане. В подростковом возрасте она училась в Национальной школе химии и биологии в Париже, где преуспела. Позже она получила образование в англ. Institute of Nuclear Physics and Particle Physics в Орсе, в лаборатории, созданной её родителями. Получив степень бакалавра, она начала работу над докторской диссертацией по ядерной физике. Она сосредоточилась на автоионизации и явлениях внутреннего тормозного излучения и получила докторскую степень по ядерной физике по этой теме в Коллеж де Франс.

## Карьера
После получения докторской степени в 1956 году Ланжевен-Жолио продолжила работу в CNRS в качестве исследователя, в основном занимаясь ядерными реакциями. В 1969 году она стала директором по исследованиям в этом институте и продолжала проводить исследования для CNRS, пока не вышла на пенсию в 1992 году. После выхода на пенсию ей было присвоено звание почётного директора по исследованиям в CNRS за её исследовательскую работу в этой организации и за работу в качестве директора по исследованиям. В течение своей профессиональной карьеры она в 1949—1957 годы также проводила исследования в Лаборатории химии и ядерной физики Коллеж де Франс. Оттуда она перешла к работе над ядерными реакциями в Национальном институте ядерной физики и физики частиц, откуда ушла в 2008 году. Ближе к концу своей профессиональной карьеры она работала в консультативном комитете французского правительства. Ланжевен-Жолио также работала на правительство Франции с 1985 по 1992 год в качестве члена Научно-консультативной группы Парламентского управления научных и технологических возможностей и с 1996 по 1998 год — в качестве члена Комиссии по празднованию столетия открытия радиоактивности и радия.
Элен является председателем комиссии, которая присуждает выдающимся европейским исследователям премию Марии Кюри. Она была президентом Союза французских рационалистов с 2004 по 2012 год. На этой должности Ланжевен-Жолио выступала с докладами и презентациями о науке и технологиях, а также писала статьи для обзоров Союза рационалистов.

## Активизм
Элен Ланжевен-Жолио также известна усилиями по поощрению женщин делать карьеру в наукоёмких отраслях. Она даёт интервью и рассказывает истории о своих матери и бабушке. Она воодушевлена растущим числом женщин, занятых в научных областях, и надеется, что её семья вдохновит больше девочек на то, чтобы реализовать себя в науке. Давая интервью и рассказывая о своей семье, она также работает над повышением научной грамотности. Она много писала о своей семье и её вкладе в область физики и науки в целом, поскольку не согласна с широко распространённым мнением о том, что Мария Кюри пожертвовала своей жизнью ради науки. В связи с Ассоциацией научной культуры и продвижения разума и науки (Союз рационалистов) она выступает в ежеквартальной публикации Raison Presente за мирное использование ядерной и атомной энергии.
Брат Элен Пьер Жолио — тоже учёный, известный биофизик, внёсший вклад в изучение фотосинтеза. Муж Элен, Мишель Ланжевен, был внуком известного физика Поля Ланжевена (у которого в 1910 году был роман с овдовевшей Марией Кюри, бабушкой Элен), тоже был физиком-ядерщиком; её сын Ив (род. 1951) — астрофизик.

## Избранные работы

### Академические
- «Sur un rayonnement γ de 121 keV obseryé dans une source de 147Pm de très grande pureté». Journal de Physique et le Radium 17, no. 6 (1956): 497—498. https://doi.org/10.1051/jphysrad:01956001706049700
- «Contribution à l’étude des phénomènes de freinage interne et d’autoionisation associés à la désintégration β». Annales de Physique. Vol. 13. No. 2. 1957. https://doi.org/10.1051/anphys/195713020016
- «Marie Curie and Her Time». Chemistry International 33.1 (2011): 4

### Литературные
- «Radiation And Modern Life: Fulfilling Marie Curie’s Dream». 2004.
- «Marie Curie et ses filles. Lettres». 2011.
- «L'épopée de l'énergie nucléaire: Une histoire scientifique et industrielle». 2013.
- «Science et culture: Repères pour une culture scientifique commune».2020.
- «Marie Curie, ma mère». 2022.

### Статьи
- «Progrès scientifique et progrès : pour sortir de la confusion», Raison présente, vol. 194, no. 2, 2015, pp. 19–29.